# Davide Possanzini
Davide Possanzini est un footballeur italien né le 9 février 1976 à Loreto. Il joue au poste d'attaquant.

## Biographie
Il a joué une quarantaine de matchs en Serie A. Il a passé la majorité de sa carrière en Serie B.
Le 27 juillet 2009, le Tribunal arbitral du sport l'a suspendu pour deux semaines pour avoir retardé son contrôle antidopage le 1er décembre 2007.
Souvent appelé "El Rito Chauve" par les tifosis. Davide Possanzini a marqué l'histoire de la Serie B grâce à ses célébrations originales lorsqu'il inscrivait un but. Il était en effet assez fréquent de le voir mimer un violon (la celebrazzione del violonisto) ou de viser les spectateurs adverses avec des armes imaginaires (El carabinero, La Mitrailletta,.).
Doté d'une souplesse hors du commun, Davide Possanzini affichait fièrement ses capacités de gymnaste en réalisant des saltos rapides lorsqu'il inscrivait deux buts dans le même match.

## Carrière
| Année     | Club                        | Pays   | Matches | Buts |
| --------- | --------------------------- | ------ | ------- | ---- |
| 1992-1993 | US Recanatese               | Italie | 4       | 0    |
| 1993-1994 | US Recanatese               | Italie | 31      | 5    |
| 1994-1995 | Torino Calcio               | Italie | 0       | 0    |
| 1995-1996 | Lecco Calcio                | Italie | 32      | 5    |
| 1996-1997 | Varèse FC                   | Italie | 31      | 9    |
| 1997-1998 | Varèse FC                   | Italie | 30      | 8    |
| 1998-1999 | Varèse FC Reggina Calcio    | Italie | 2 32    | 0 9  |
| 1999-2000 | Reggina Calcio              | Italie | 31      | 3    |
| 2000-2001 | Reggina Calcio UC Sampdoria | Italie | 10 17   | 1 4  |
| 2001-2002 | UC Sampdoria                | Italie | 33      | 2    |
| 2002-2003 | Calcio Catane               | Italie | 31      | 3    |
| 2003-2004 | UC AlbinoLeffe              | Italie | 32      | 12   |
| 2004-2005 | UC AlbinoLeffe US Palerme   | Italie | 20 2    | 7 0  |
| 2005-2006 | Brescia Calcio              | Italie | 38      | 11   |
| 2006-2007 | Brescia Calcio              | Italie | 39      | 13   |
| 2007-2008 | Brescia Calcio              | Italie | 34      | 16   |
| 2008-2009 | Brescia Calcio              | Italie | 28      | 10   |
| 2009-2010 | Brescia Calcio              | Italie | 43      | 11   |